# Erythridula jonesi
Erythridula jonesi är en insektsart som först beskrevs av Hepner 1976.  Erythridula jonesi ingår i släktet Erythridula och familjen dvärgstritar. Inga underarter finns listade i Catalogue of Life.